# Leichtathletik-Weltmeisterschaft 1976/50 km Gehen der Männer

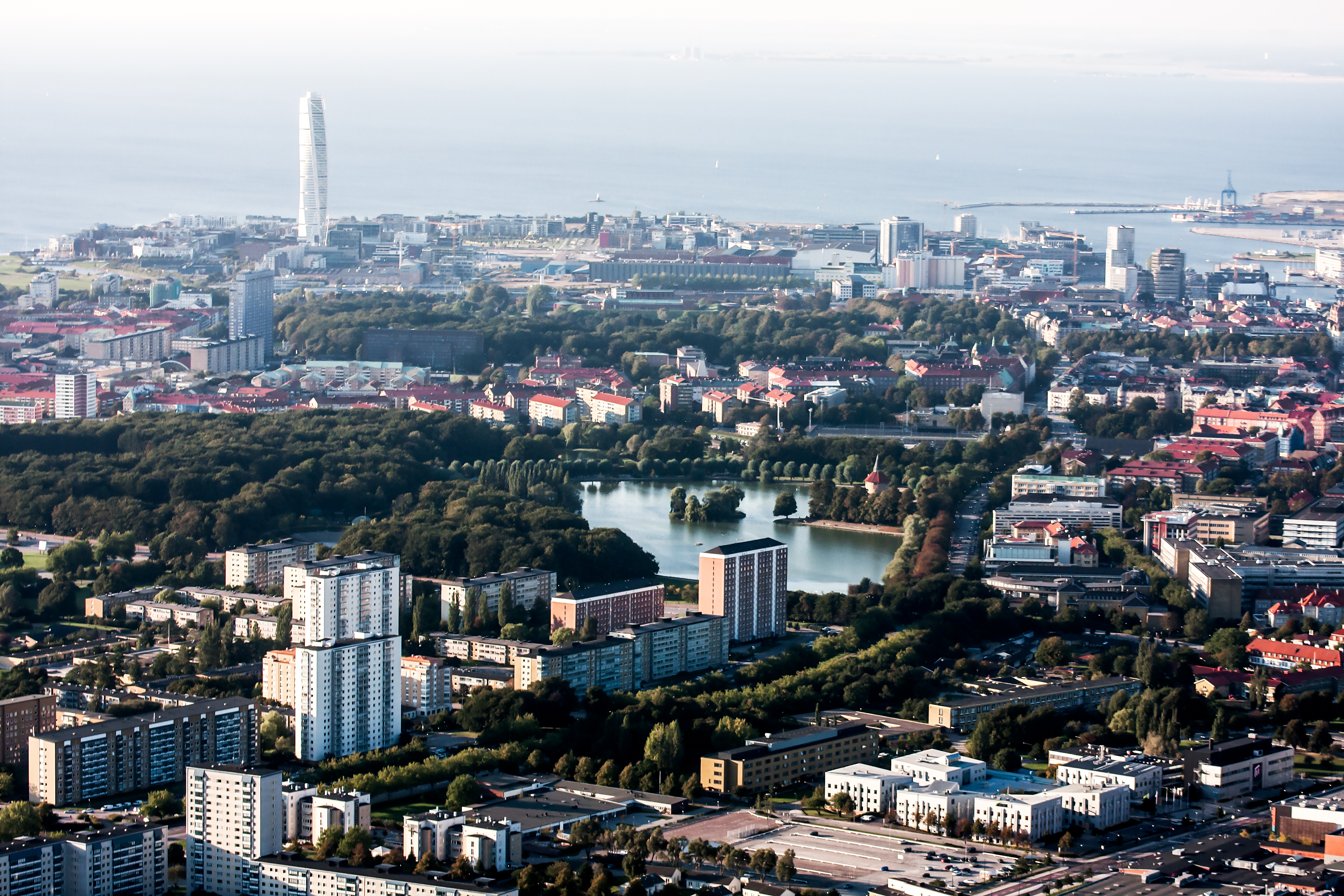
Blick auf Malmö im Jahr 2014

Das 50-km-Gehen der Männer bei der Leichtathletik-Weltmeisterschaft 1976 wurde am 18. September 1976 in den Straßen von Malmö ausgetragen. Es war der einzige Wettbewerb bei dieser Meisterschaft.
Weltmeister wurde der Olympiazweite von 1972, Europameister von 1971 und EM-Dritte von 1969 Weniamin Soldatenko aus der Sowjetunion. Er gewann vor dem mexikanischen Zentralamerika- und Karibikmeister im 20-km-Gehen Enrique Vera. Bronze ging an den Finnen Reima Salonen.

## Rekorde/Bestleistungen
| Weltbestzeit             | 3:52:45 h                                                                   | Bernd Kannenberg                                                            | Bremen, BR Deutschland                                                      | 27. Mai 1972                                                                |
| Weltmeisterschaftsrekord | Es gab noch keine WM-Rekorde, die Veranstaltung wurde erstmals ausgetragen. | Es gab noch keine WM-Rekorde, die Veranstaltung wurde erstmals ausgetragen. | Es gab noch keine WM-Rekorde, die Veranstaltung wurde erstmals ausgetragen. | Es gab noch keine WM-Rekorde, die Veranstaltung wurde erstmals ausgetragen. |

Anmerkung:
Rekorde wurden damals im Marathonlauf und Straßengehen wegen der unterschiedlichen Streckenbeschaffenheiten mit Ausnahme von Meisterschaftsrekorden nicht geführt.
Weltmeister Weniamin Soldatenko aus der Sowjetunion stellte im Wettbewerb am 18. September mit 3:54:40 h den ersten Weltmeisterschaftsrekord auf.

## Durchführung
Hier gab es keine Vorrunde, alle 42 Geher traten gemeinsam zum Finale an.

## Ergebnis

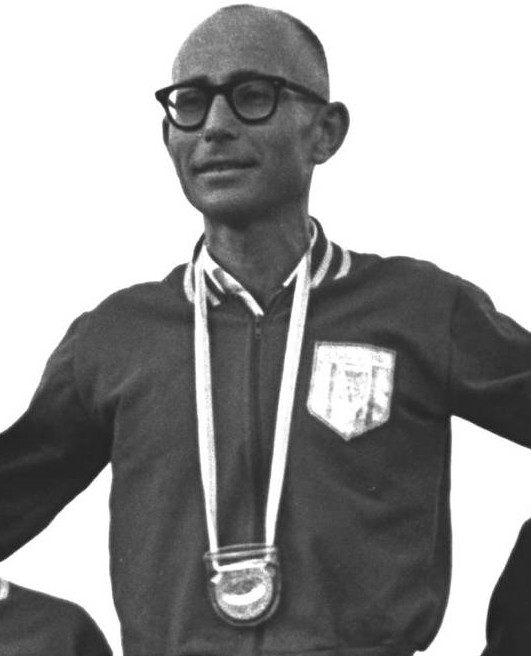
Shaul Ladany – Rang dreißig

18. September 1976
| Platz | Name                  | Nation                       | Zeit (h)   |
| ----- | --------------------- | ---------------------------- | ---------- |
| 1     | Weniamin Soldatenko   | Sowjetunion                  | 3:54:40 CR |
| 2     | Enrique Vera          | Mexiko                       | 3:58:14    |
| 3     | Reima Salonen         | Finnland                     | 3:58:53    |
| 4     | Domingo Colin         | Mexiko                       | 4:00:34    |
| 5     | Matthias Kröl         | DDR                          | 4:00:58    |
| 6     | Jewgeni Ljungin       | Sowjetunion                  | 4:04:36    |
| 7     | Paolo Grecucci        | Italien                      | 4:04:59    |
| 8     | Ralf Knütter          | DDR                          | 4:05:41    |
| 9     | Gerhard Weidner       | BR Deutschland               | 4:06:20    |
| 10    | Jewgeni Jewsjukow     | Sowjetunion                  | 4:07:14    |
| 11    | Bogusław Kmiecik      | Polen                        | 4:09:30    |
| 12    | Steffen Müller        | DDR                          | 4:10:17    |
| 13    | Bob Dobson            | Großbritannien               | 4:10:20    |
| 14    | Agustin Jorbo Argenti | Spanien                      | 4:11:04    |
| 15    | Lennart Lundgren      | Schweden                     | 4:11:43    |
| 16    | Heinrich Schubert     | BR Deutschland               | 4:11:55    |
| 17    | Franco Vecchio        | Italien                      | 4:12:14    |
| 18    | Bogdan Bulakowski     | Polen                        | 4:13:20    |
| 19    | Hans Binder           | BR Deutschland               | 4:13:49    |
| 20    | Seppo Immonen         | Finnland                     | 4:15:28    |
| 21    | Larry Young           | USA                          | 4:16:47    |
| 22    | Willy Sawall          | Australien                   | 4:18:27    |
| 23    | Timothy Ericsson      | Schweden                     | 4:20:23    |
| 24    | Ferenc Danovsky       | Ungarn                       | 4:22:36    |
| 25    | Stefan Ingvarsson     | Schweden                     | 4:26:45    |
| 26    | Lucien Faber          | Luxemburg                    | 4:26:48    |
| 27    | August Hirt           | USA                          | 4:28:35    |
| 28    | Pat Farrelly          | Kanada                       | 4:29:54    |
| 29    | Robin Whyte           | Australien                   | 4:30:08    |
| 30    | Shaul Ladany          | Israel                       | 4:33:02    |
| 31    | Claude Saurriat       | USA                          | 4:34:57    |
| 32    | Roy Thorpe            | Großbritannien               | 4:35:57    |
| 33    | Glen Sweazey          | Kanada                       | 4:36:00    |
| 34    | Max Grob              | Schweiz                      | 4:38:08    |
| 35    | Nico Schroten         | Niederlande                  | 4:42:53    |
| 36    | Helmut Bueck          | Kanada                       | 4:50:52    |
| 37    | Henry Klein           | Amerikanische Jungferninseln | 5:09:04    |
| DNF   | Gérard Lelièvre       | Frankreich                   |            |
| DNF   | Carl Lawton           | Großbritannien               |            |
| DNF   | Vittorio Visini       | Italien                      |            |
| DNF   | Floyd Godwin          | USA                          |            |
| DSQ   | Bengt Simonsen        | Schweden                     |            |
| DNS   | Alik Basirew          | Bulgarien                    |            |
| DNS   | Nadarajan Rengasamy   | Singapur                     |            |